# Makaa

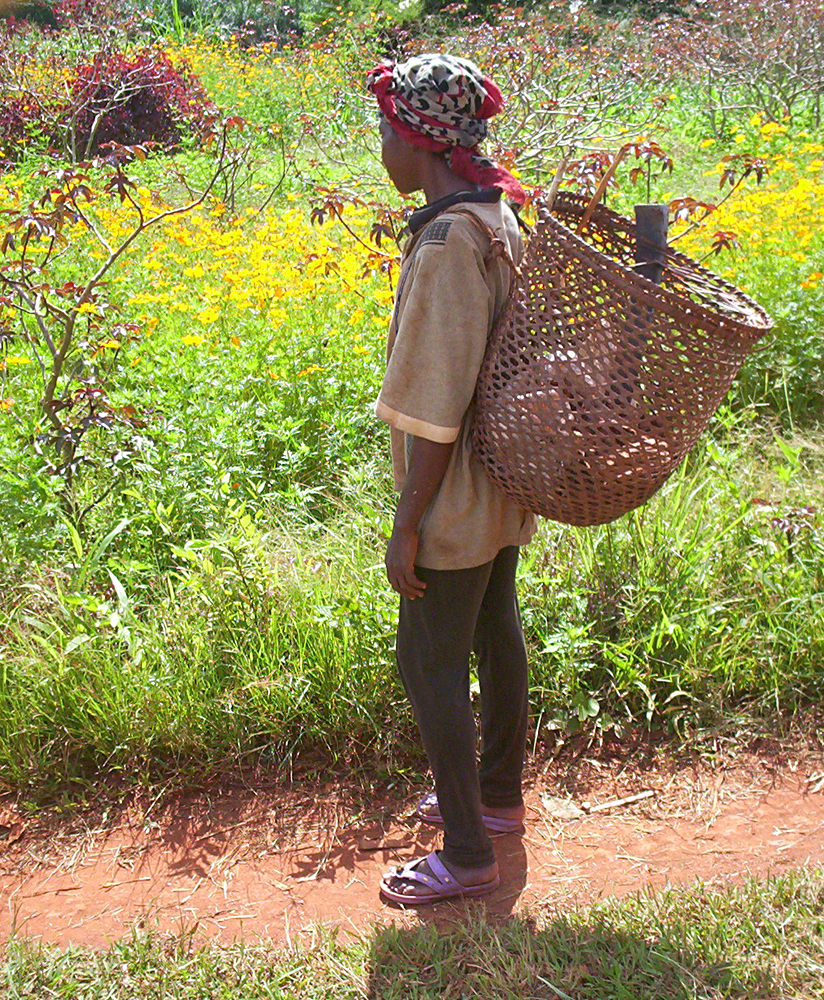
Eine Makaa-Frau mit Panier auf dem Weg zu ihren Feldern

Die Maka oder Makaa sind ein Volk, das in der Regenwaldzone im südlichen Kamerun lebt.
Sie leben vor allem im Norden der Oberen-Nyong-Division der Kameruner Ostprovinz. Die wichtigsten Maka-Siedlungen sind Abong-Mbang, Dume und Nguélémendouka. Einige Maka-Orte liegen über der Grenze auch in der Kameruner Zentralprovinz. 
Die meisten Maka sprechen noch ihre Sprache Makaa oder Süd-Maka, welche im Jahre 1987 noch 80.000 Sprecher hatte. Im Norden des Maka-Territoriums verwenden die Sprecher eine verwandte Sprache, das Byep oder Nord-Maka. Byep hatte im Jahre 1988 nur noch geschätzte 9.500 Sprecher. Als Zweitsprache dienen zumeist die Amtssprache Französisch oder Englisch. Obwohl sie sich selbst als ein eigenes Volk betrachten, dienen die Maka-Dialekte auch als eine Form der Identität: Die Hauptdialekte des Maka sind Bebent (Bebende, Biken, Bewil, Bemina), Mbwaanz und Sekunda. Byep hat zwei Dialekte, Byep und Besep (Besha, Bindafum). Beide Sprachen sind Makaa-Njem-Sprachen.
Sie haben ihre eigene traditionelle zentralafrikanische Religion, allerdings gibt es durch hartnäckige Missionsarbeit unter den Makaa immer mehr Christen und Muslime.
Als die deutschen Kolonialherren die östliche Maka-Zone betraten, nachdem sie die Kontrolle über Kamerun im Jahre 1884 übernahmen, wurden die Einheimischen als Arbeitskräfte angeworben, um Straßen zu bauen und auf deutschen Plantagen zu arbeiten. Als Frankreich 1914 gewaltsam die Kontrolle in Französisch-Kamerun übernahm, wurden die Makaa nun zur Zwangsarbeit auf Plantagen französischer Großunternehmen herangezogen. 